# North American Aviation
North American Aviation bio je jedan od važnijih američkih koncerna koji su se bavilo zrakoplovstvom i svemirskom tehnologijom. Poznatiji proizvodi bili su zrakoplovi: T-6 Texan, P-51 Mustang, B-52, B-1 Lancer F-86 Sabre, X-15, zapovjedni modul za Apollo, drugi stupanj za raketu Saturn V, orbitni modul za Space Shuttle. Kroz razna spajanja i preuzimanja, North American Aviation je sada dio američke tvrtke Boeing.